# Ropice
Ropice (v místním nářečí po naszymu a polsky Ropica, německy Ropitz) je obec v okrese Frýdek-Místek v Moravskoslezském kraji. Žije zde přibližně 1 800 obyvatel. Značnou část obyvatel tvoří polská menšina.

## Název
Na vesnici bylo přeneseno jméno vodního toku Ropice, což je původně zdrobnělina od ropa, jehož původní význam byl „znečištěná voda” (přeneseně pak např. též „hnis”). Místní jména obsahující Rop- jsou soustředěna kolem karpatského pohoří a v základu všech těchto jmen je původně haličský význam slova ropa „pramen, studna”. Jméno těšínské Ropice tak svědčí o kolonizaci z východu.

## Historie
První písemná zmínka o obci pochází z roku 1305 v soupisu desátků vratislavského biskupství. V roce 1447 je ve vsi doložena fara. Nejpozději do roku 1430 patřila ves k majetku těšínských knížat. První zápis o vlastnictví obce Sobkovými z Kornic je roku 1430, kdy je uváděn Sobek Kornic z Ropice (Sobko Kornicz von Ropicz). Není jasné, zda byla Ropice dána Sobkům za jejich služby již dříve, ale je jisté, že onen Sobek je pravděpodobně totožný s Janem Sobkem z Kornic, držitelem vsi v letech 1434-–1452, v roce 1445 také starostou těšínským. Nepochybně jeho příbuzným (snad starším bratrem) byl Mikuláš Sobek kaplan knížete Bolka I. (1407–1433), poté farář v Těrlicku a písař (1430), naposledy kanovník v dolnoslezském Hlohově a písař (1434, 1438). Roku 1481 pak bratři Jan a Stašek z Kornic a z Ropice a 1523 Václav Sobek z Kornic a z Ropice. Sobkové z Kornic nechali ve vsi v 15. století vystavět renesanční tvrz, která byla později přestavěna na zámek v barokním stylu.
Kolem roku 1700 panství Ropice získal Filip Kasper VII. baron von Saint-Genois (1667–1724). Po něm panství zdědila vdova Anna Marie dcera Mikuláše Gureckého z Kornic a na Chotěbuzi, Hradišti a Lhotě a Evy Judity z rodu Wilamowských z Kojkovic. V roce 1726 prodala Ropici za 12000 zlatých svému synovi Jiřímu Kašparovi baronu Saint-Genois, který jej vlastnil do roku 1774. Poté jej zdědil Karel baron pán Saint-Genois. Ten panství v roce 1785 prodal Gabriele sv. paní Celestové rozené Skrbenské z Hříště. Dalším majitelem byl Karel Bedřich svobodný pán Celesta z Celestinu, který dal zámek v Ropici přestavět v klasicistickém stylu a nechal založit zámecký park. Po smrti Zoe svobodné paní Mattencloit (13. února 1862) panství zdědil Emanuel baron Spens-Boden. V roce 1926 statek a zámek patřil Heřmanu Küenburg-Spens. Küenburgové je vlastnili až do roku 1945.

## Obyvatelstvo
| Rok            | 1869  | 1880  | 1890  | 1900  | 1910  | 1921  | 1930  | 1950  | 1961  | 1970  | 1980  | 1991  | 2001  | 2011  | 2021  |
| -------------- | ----- | ----- | ----- | ----- | ----- | ----- | ----- | ----- | ----- | ----- | ----- | ----- | ----- | ----- | ----- |
| Počet obyvatel | 1 083 | 1 158 | 1 202 | 1 240 | 1 289 | 1 255 | 1 699 | 1 470 | 1 566 | 1 461 | 1 416 | 1 311 | 1 348 | 1 486 | 1 618 |
| Počet domů     | 152   | 148   | 162   | 170   | 176   | 182   | 258   | 272   | 305   | 331   | 335   | 350   | 370   | 421   | 484   |

### Náboženství
V obci se nachází římskokatolická farnost. Evangelické bohoslužby se konávají v hřbitovní kapli, zajišťují je sbor SCEAV v Českém Těšíně a sbor ČCE v Českém Těšíně.

## Obecní správa
Mezi lety 1869–1979 Ropice byla obcí v okrese Český Těšín (1869–1950) (v letech 1869–1910 Těšín) a později v okrese Frýdek-Místek. Od 1. ledna 1980 do 31. prosince 1999 patřila jako část statutárního města k Třinci a od 1. ledna 2000 je opět samostatnou obcí.

### Obecní symboly
Znak a vlajka byly obci uděleny rozhodnutím předsedy Poslanecké sněmovny Parlamentu České republiky dne 18. března 2003.

## Doprava
Ropice se rozprostírá při silnici I/11 evropského významu (E75) v úseku Český Těšín – Třinec. Kromě této silnice probíhá v obci mnoho místních cest spojujících zejména území s novostavbami, avšak tvořící též spojení do sousedních sídel jako Vělopolí, či Dolní Žukov. V jižní části obce probíhá silnice I/68. Katastr obce hraničí s územím Třineckých železáren.
Obcí vedou železniční tratě Frýdek-Místek – Czieszyn a Bohumín–Čadca. Aglomeraci míjí zejména trať Frýdek-Místek – Těšín, která vede obcí od severu k jihu a nachází se na ní zastávka Ropice. Autobusová doprava je zajišťována jednou regionální linkou dopravce ČSAD Havířov, která spojuje Třinec s Českým Těšínem. Obyvatelům obce je k dispozici šest zastávek (U mlýna, Žel.st., Centrum, Škola, Pošta, U cihelny). 
Obcí prochází několik cyklotras regionálního významu.

## Pamětihodnosti
- Zámek Ropice – zámek stojí na místě původní renesanční tvrze z 15. století, kterou postavili Sobkové z Kornic. Později byla tvrz přestavěna na barokní zámek. V roce 1810 majitel Karel Bedřich svobodný pán Celesta z Celestinu zámek přestavět v klasicistickém stylu a byl založen park. Po roce 1989 zámek výrazně chátral. během povodně v roce 2009 se zřítila střední část zámku. Ruina zámku byla prodána o rok později a v roce 2011 započala jeho velká rekonstrukce.[9] Poblíž zámku se nachází rozsáhlý golfový areál (18jamkové hřiště linksového charakteru).
- Hrobky Coelestů z Coelestynu, Skrbenských z Hříště a rodu ze Saint-Genois
- Kostel Zvěstování Panny Marie
- Náhrobky rodu Künburgů a Spens-Boodenů
- Jilm u Stříteže, památný strom (49°41′13″ s. š., 18°35′26″ v. d.)

## Osobnosti
- Jan Raszka (1871–1945), polský sochař

## Galerie

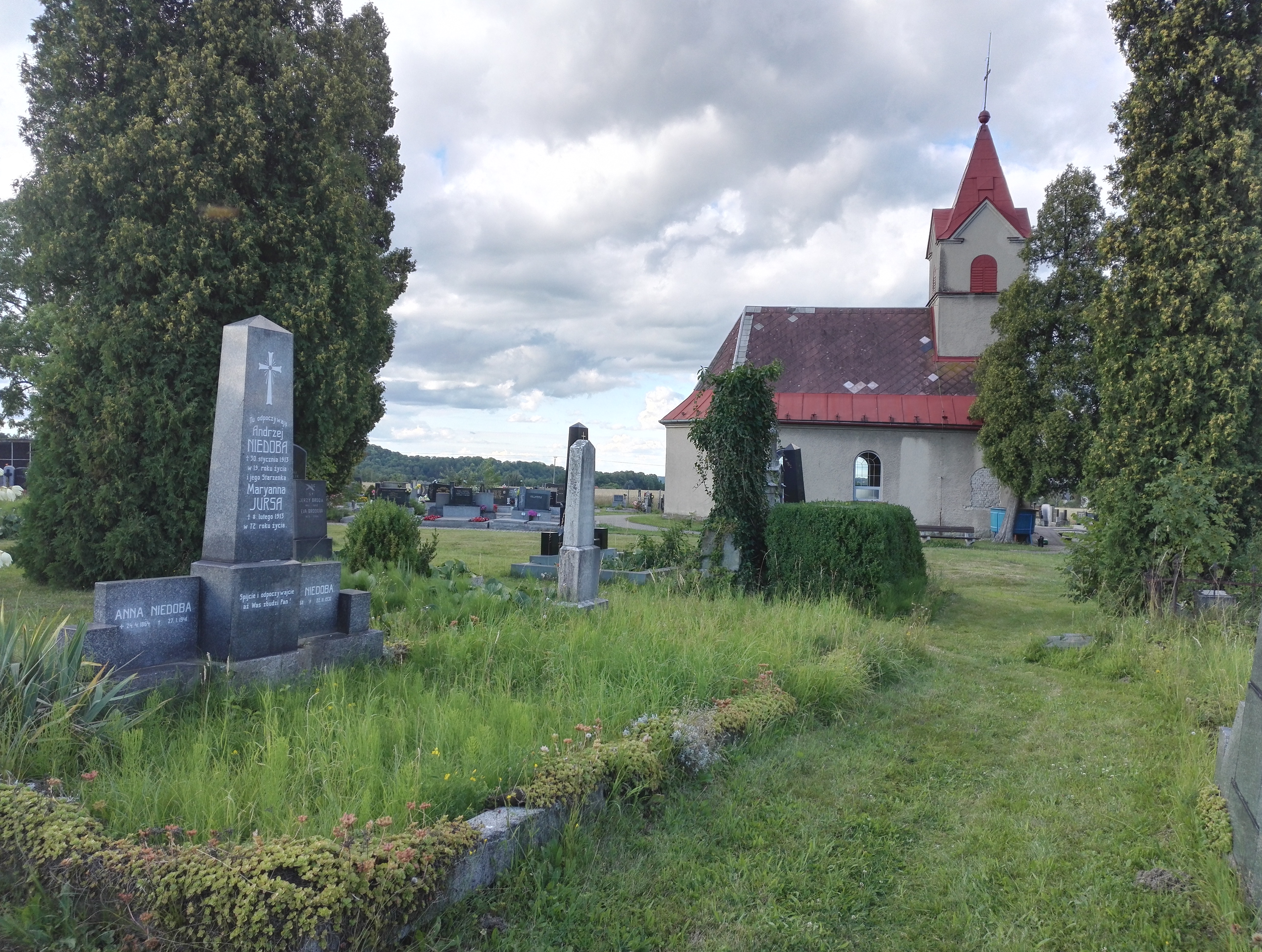
Evangelický hřbitov
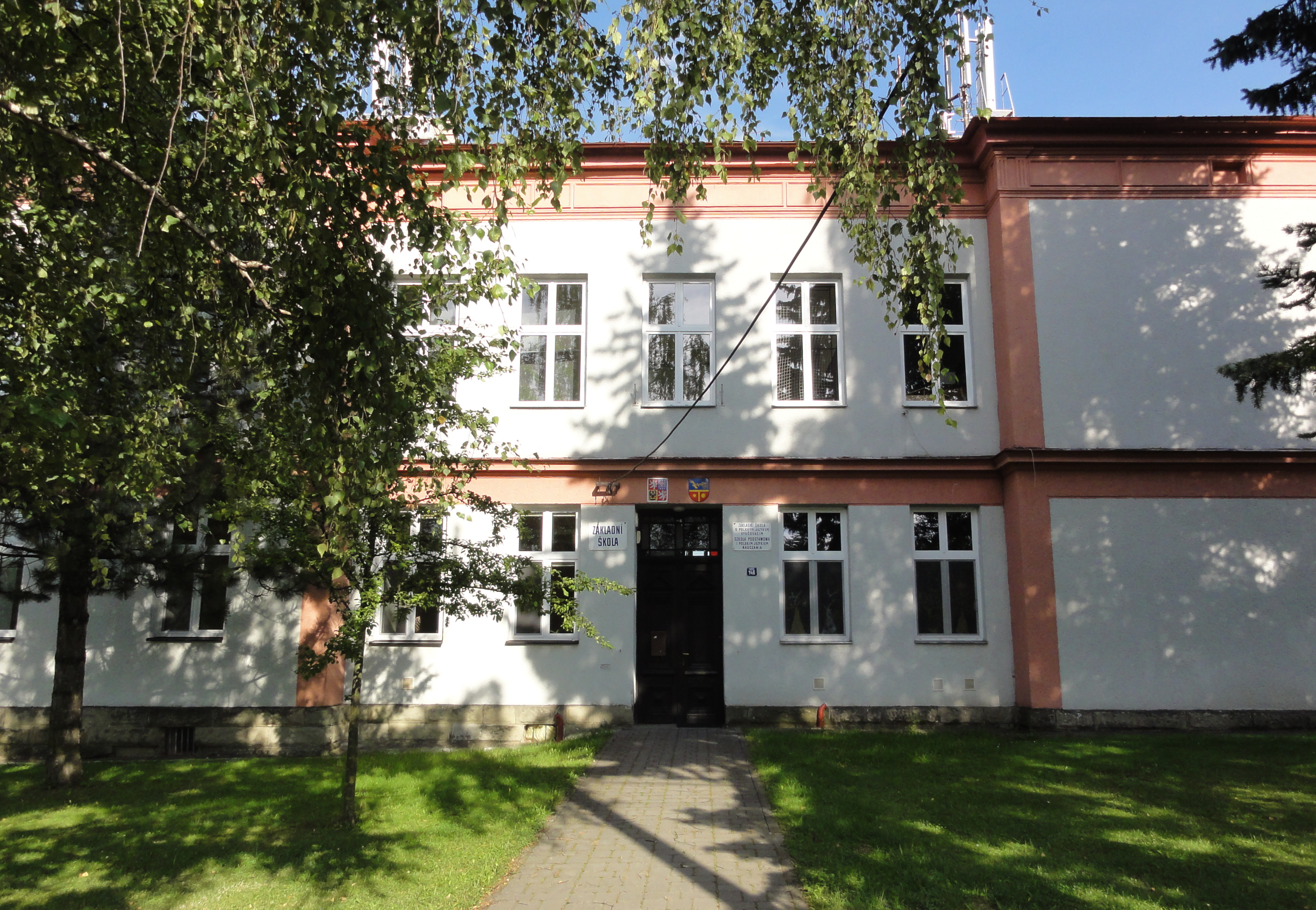
Základní škola
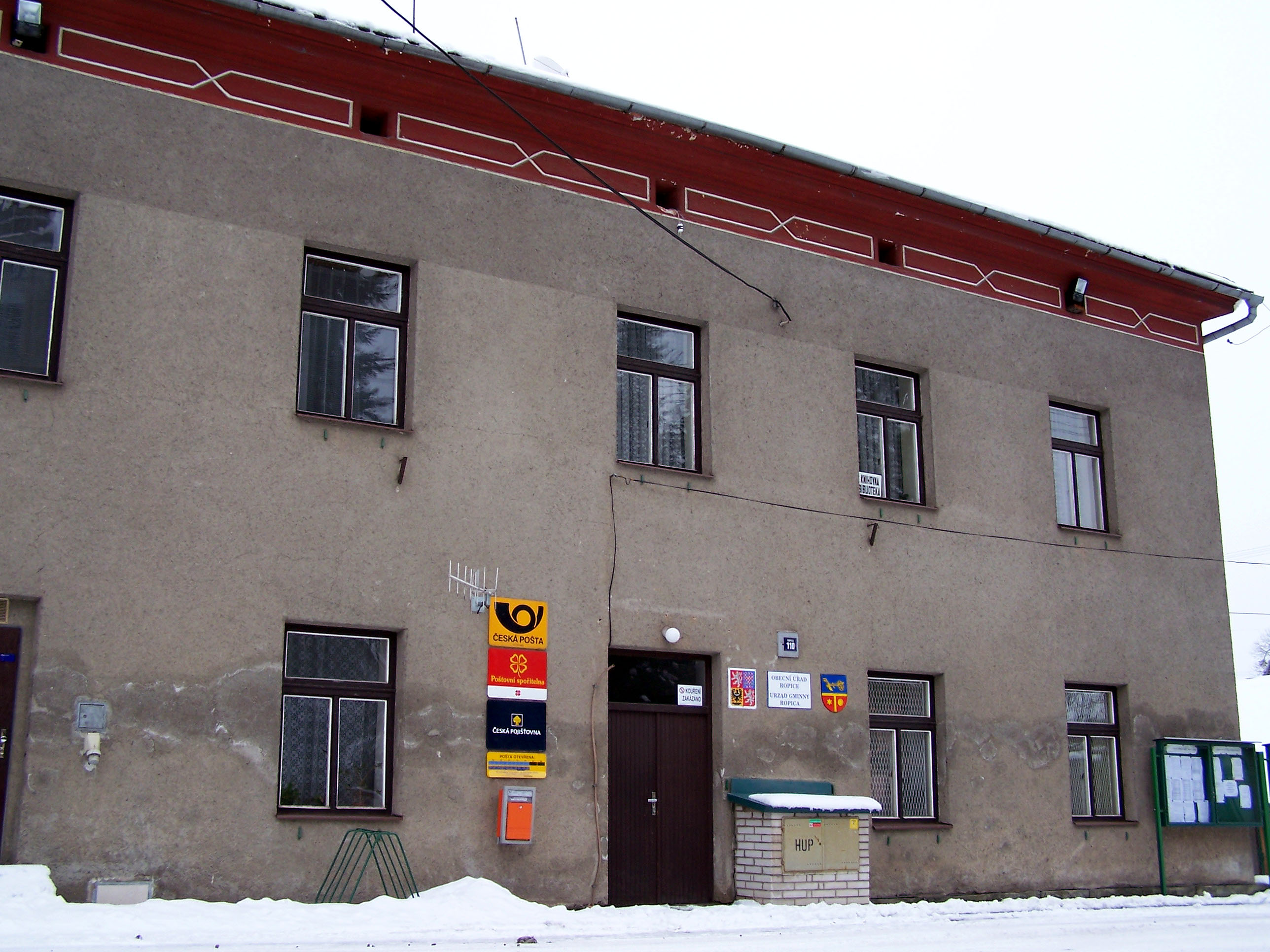
Pošta
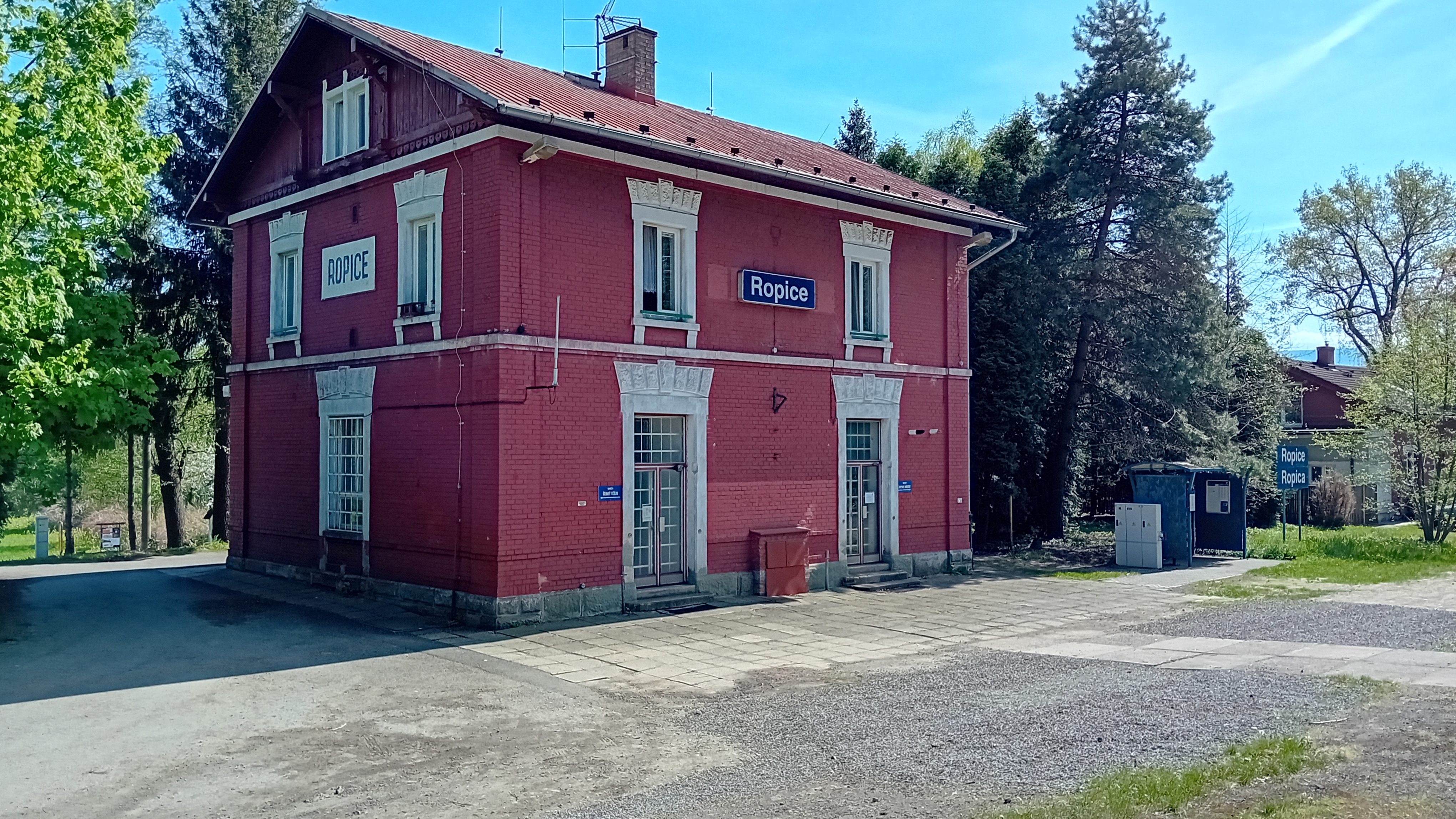
Nádraží
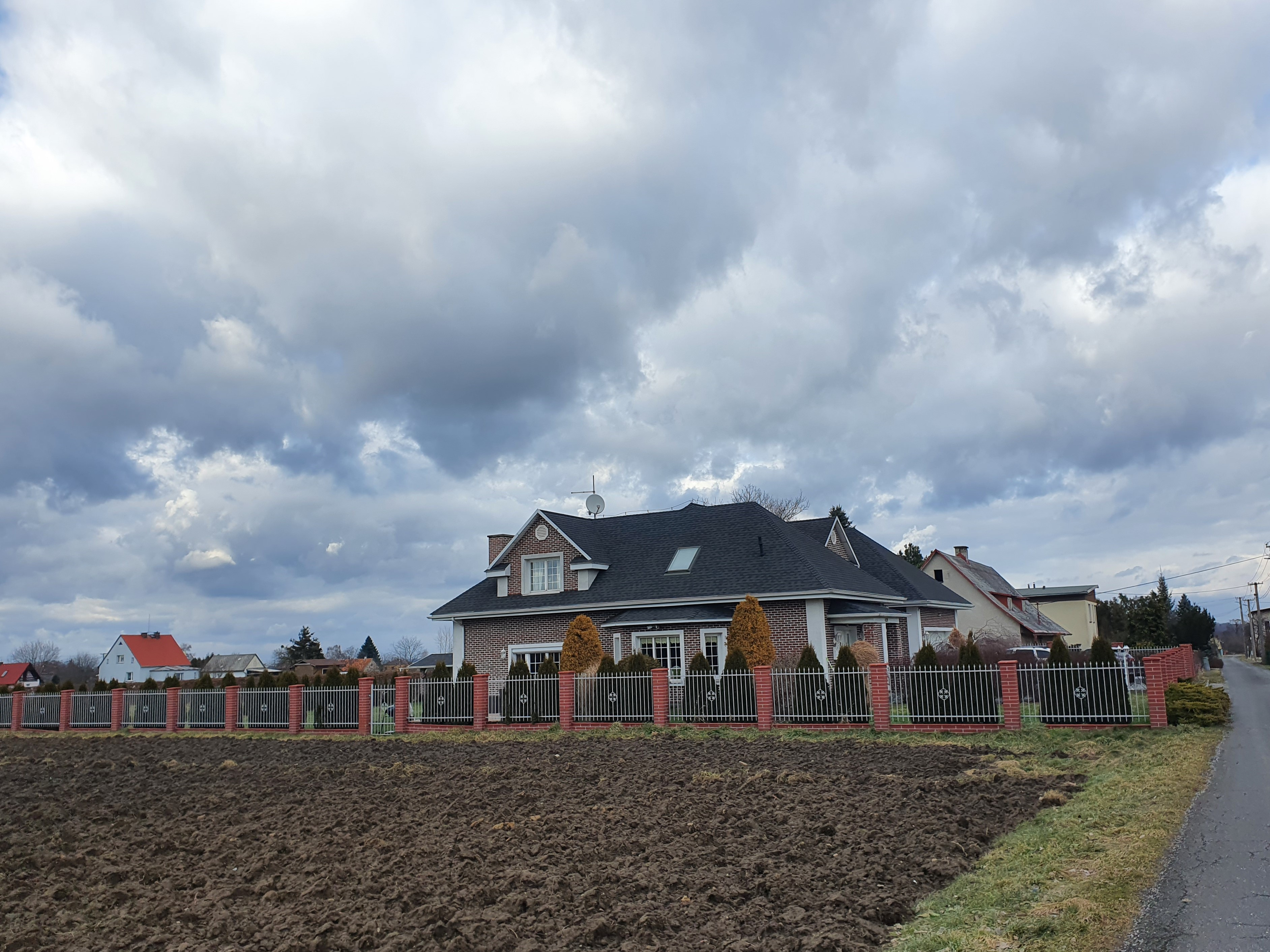
Rodinné domy
Věková struktura obce v roce 2011